# Japán kumkvat
A kumkvat (Fortunella japonica), más néven: japán kumkvat, marumi kamkvat, nagami kamkvat vagy morgani kamkvat a szappanfavirágúak (Sapindales) rendjébe, a rutafélék (Rutaceae) családjába tartozó örökzöld, mediterrán növényfaj. Őshazája Kína és Indokína, de már az ókorban a Közel-Keleten is termesztették.

## Leírása
Legfontosabb fajtái a világon teljesen szétszórva (Hong Kong, Marumi, Meiwa, Nagami.) teremnek és ennek megfelelő más-más neveket kaptak. Az Egyesült Államokban a folyamatos újító kedvnek köszönhetően a naranccsal és citrommal keresztezett fajtáit is megtalálhatjuk.
Ma már Franciaország, Olaszország, Spanyolország, Brazília, Dél Afrika, Izrael is exportra termeli.

## Talajigénye
Savas (tőzeges) talajt kell biztosítani, akár talajcserével is.

## Tápanyag igénye
Közepesen tápanyag és vízigényes, a déli fekvésű, védett, teljes napfényű helyet kedveli. Dísznövényként is termesztik, Európában szobai cserepes növényként, vagy teraszon és télikertben dézsában egyaránt megél. A  citrusok mediterrán növények, számukra az ideális téli hőmérséklet  0 — és + 10 °C között van. Télre fűtetlen, de fagymentes és világos helyen, (pl:.télikertben, zárt terasz, lépcsőházban), mérsékelt öntözés mellett teleltethetők át.

## Termése
Bogyótermés, elliptikus vagy hosszúkás tojás alakú, éretten narancsszínű, (2,5-4,5 x 2–3 cm). A húsos héj édes ízű,  terméshúsa bő levű, fajtól függően 3-6 gerezdre tagolódik és 3, viszonylag nagy magot tartalmaz, íze savanyú. Féléretten leszedve, alma közé, fóliába téve utóérik. Létezik mag nélküli változata is.

## Tápértéke
0,9 g fehérjét, 0,1 g zsírt, 17,1 g szénhidrátot, 81,3 g vizet, és 0,6 g rostot, a vitaminok közül: 2530 mg  A-vitamin, 0,35 mg  B1-vitamin, 0,4 mg  B2-vitamin, és 151 mg  C-vitamin tartalmaz.

## Ásványi anyagok
97 mg foszfor, 266 mg kalcium, 995 mg  kálium, 30 mg  nátrium,  és 1,7 mg  vas található benne.

## Felhasználása
Termését a kamkvatot héjastul, magostul, egészben fogyasztják, íze is a citrusokat idézi: húsa savanykás, héja édeskés aromájú.
Sokrétűen felhasználható: frissen magában, (gyümölcsként, gyümölcssaláta, koktélok díszítésére), karamellizálva köretként vagy dzsemként, mártás, csatni, lekvár, zselé és likőr is készül belőle. Héját és gyümölcsét egyben érdemes cukrozott édességnek is elkészíteni.

## További fajok
- Hongkongi vagy vad-kumkvat(wd)[1] (Fortunella hindsii Swingle) gömbölyded, legfeljebb 2 cm-es termései 3-4 gerezdűek. Trópusi és szubtrópusi éghajlatú területeken jellemző.[2]
- Nagy kumkvat (Fortunella x crassifolia) termése akár a 4,5 cm nagyságú és gerezdjeinek száma 7 is lehet.[3] Trópusi és szubtrópusi éghajlatú területeken jellemző.[4]
- Törpemandarin[1] (Fortunella margarita)  trópusi és szubtrópusi éghajlatú területeken jellemző.[5]
- Maláj kumkvat[1] – (Fortunella polyandra)